# Dicella nucifera
Dicella nucifera ist eine Pflanzenart in der Familie der Malpighiengewächse (Malpighiaceae) aus dem südlichen Brasilien bis nach Paraguay.

## Beschreibung
Dicella nucifera ist eine immergrüne und schnellwüchsige, teils verholzende Kletterpflanze. Die jüngeren, nicht holzigen Sprossachsen sind weich behaart.
Die einfachen, papierigen Laubblätter sind gegenständig und kurz gestielt. Sie sind eiförmig bis elliptisch und ganzrandig, bespitzt oder spitz bis rundspitzig. Es sind minimale Nebenblätter vorhanden. Am kurzen und behaarten, rinnigen Blattstiel und an der Spreitenunterseite können Drüsen vorkommen.
Es werden end- oder achselständige und feinhaarige, kurze, lockere Blütenstände gebildet. Jede gestielte Blüte besitzt ein bootförmiges Trag- und zwei Vorblätter. Die erst gelben, später roten und zwittrigen, fünfzähligen Blüten besitzen eine doppelte Blütenhülle. Von den Kelchblätter besitzen vier große, paarige, grüne Drüsen und eines keine. Sie sind anfänglich nur klein und gegen das Androeceum gepresst, vergrößern sich dann zur Fruchtreife aber beträchtlich. Die verkehrt-eiförmigen bis länglichen, kurz genagelten und dicklichen Kronblätter sind außen behaart. Es sind 10 kurze und engstehende Staubblätter vorhanden. Der Fruchtknoten ist oberständig und dicht behaart mit kurzen, freien, kahlen Griffeln mit flachen, abgeschrägten Narben.
Die nicht öffnenden, trockenen und harten, bis 2–3 Zentimeter großen, bräunlichen Früchte, Nüsse mit beständigem Kelch sind rundlich und schwach borstig behaart. Sie sind meist nur einsamig.

## Verwendung
Die Samen sind essbar und gelten als Delikatesse. Ähnliche liefert Dicella bracteosa.